# Tứ Hiệp, Hạ Hòa
Tứ Hiệp là một xã thuộc huyện Hạ Hòa, tỉnh Phú Thọ, Việt Nam.

## Địa lý
Xã Tứ Hiệp nằm ở phía bắc huyện Hạ Hòa, có vị trí địa lý:
- Phía đông giáp thị trấn Hạ Hòa và các xã Ấm Hạ, Gia Điền, Hà Lương
- Phía tây giáp xã Đan Thượng
- Phía nam giáp xã Hiền Lương và xã Xuân Áng
- Phía bắc giáp xã Đại Phạm.

Xã Tứ Hiệp có diện tích 31,96 km², dân số năm 2018 là 7.652 người, mật độ dân số đạt 239 người/km².

## Lịch sử
Địa bàn xã Tứ Hiệp hiện nay trước đây vốn là ba xã: Lệnh Khanh, Phụ Khánh, Y Sơn.
Trước khi sáp nhập, xã Y Sơn có diện tích 7,87 km², dân số là 2.442 người, mật độ dân số đạt 310 người/km². Xã Lệnh Khanh có diện tích 10,01 km², dân số là 2.098 người, mật độ dân số đạt 210 người/km². Xã Phụ Khánh có diện tích 14,08 km², dân số là 3.112 người, mật độ dân số đạt 221 người/km².
Ngày 17 tháng 12 năm 2019, Ủy ban Thường vụ Quốc hội ban hành Nghị quyết 828/NQ-UBTVQH14 về việc sắp xếp các đơn vị hành chính cấp xã thuộc tỉnh Phú Thọ (nghị quyết có hiệu lực từ ngày 1 tháng 1 năm 2020). Theo đó, sáp nhập toàn bộ diện tích và dân số của ba xã Y Sơn, Lệnh Khanh và Phụ Khánh thành xã Tứ Hiệp.